# Джон Тіндаль
Джон Тіндаль (англ. John Tyndall; 2 серпня 1820, Лохлінбридж, Карлоу, Ірландія, Британська імперія — 4 грудня 1893, Гайнд-Гед, Суррей, Англія, Британська імперія) — видатний вчений XIX століття, автор більше десяти науково-популярних книг з експериментальної фізики. Тіндаль став широко відомий серед наукової спільноти в 1850-х роках завдяки його вивченням діамагнетизму. Пізніше він зробив відкриття в сферах інфрачервоного випромінювання і фізичних властивостей повітря. З 1853 року по 1887 рік Тіндаль був професором фізики в Королівському інституті Великої Британії в Лондоні.

## Життєпис

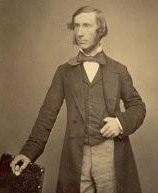
Джон Тіндаль 1850 рік

Джон Тіндаль народився 2 серпня 1820 року в ірландському місті Лохлінбридж.
Після закінчення середньої школи (1839 рік) працював топографом-геодезистом у військових організаціях (1840—1843 роки) і на будівництві залізниць (1844—1847 роки). Одночасно закінчив (1844 рік) механічний інститут у Престоні.
У 1847—1848 і 1851—1853 роках викладав в Куінвуд-коледжі (Гемпшир). У 1848—1851 роках слухав лекції в Марбурзькому і Берлінському університетах.
У 1853 році вчений був нагороджений  Королівської медаллю Лондонського королівського товариства і з того ж року зайняв місце професора Королівського інституту в Лондоні (з 1867 року — директор).
В останні роки Тіндаль часто приймав хлоралгідрат для боротьби зі своїм безсонням. Науковець помер 4 грудня 1893 року в Хайнд-Хеді від випадкового передозування.

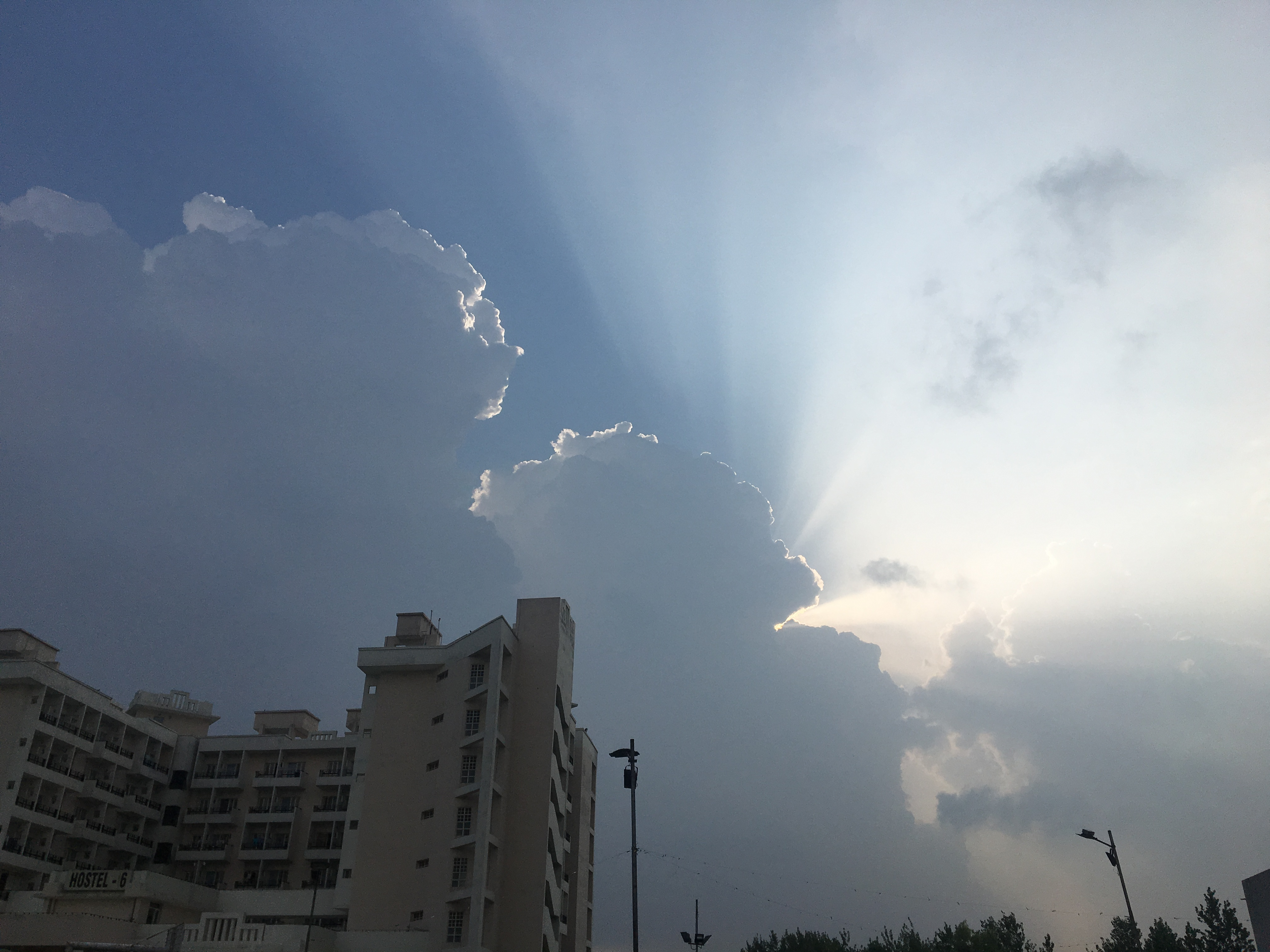
Ефект Тіндаля на хмарному небі.

## Наукові праці
Основні праці Тіндаля в магнетизмі, акустиці, поглинанню теплового випромінювання газами і парами, розсіяння світла в різних середовищах (див. Ефект Тіндаля). Зокрема, вперше детально дослідив (1869) розсіювання сонячного світла атмосферою, пояснив блакитний колір неба. Вивчав будову і рух льодовиків в Альпах. Видав у 1896 році книгу «Льодовики Альп». З вивчення альпійських льодовиків почалася глобальна гляціологія, дослідження тисяч льодовикових потоків, що спускаються по схилах високих гірських хребтів. На його честь названий льодовик Тіндаль в національному парку Торрес-дель-Пайне в Чилі.